# Orimarga coracina
Orimarga coracina là một loài ruồi trong họ Limoniidae. Chúng phân bố ở vùng Tân nhiệt đới.